# Marcin Porzucek
Marcin Bartosz Porzucek (ur. 20 lipca 1984 w Kielcach) – polski polityk i samorządowiec, poseł na Sejm VIII, IX i X kadencji.

## Życiorys
Z wykształcenia politolog, absolwent studiów licencjackich w Wyższej Szkole Stosunków Międzynarodowych i Amerykanistyki w Warszawie (2013). Ukończył też studia podyplomowe z bezpieczeństwa energetycznego Polski w Collegium Civitas (2014). Został działaczem Prawa i Sprawiedliwości i dyrektorem biura poselskiego Maksa Kraczkowskiego. W 2006, 2010 i 2014 był wybierany na radnego sejmiku wielkopolskiego. Bezskutecznie ubiegał się o urząd prezydenta Piły w wyborach samorządowych w 2014, otrzymał 16,48% głosów, przegrywając z Piotrem Głowskim.
W wyborach parlamentarnych w 2015 kandydował do Sejmu w okręgu pilskim. Uzyskał mandat posła VIII kadencji, otrzymując 6690 głosów. W 2018 ponownie był kandydatem PiS na urząd prezydenta Piły w wyborach samorządowych. Zajął w nich drugie miejsce z poparciem 21,09% głosujących i przegrał z ubiegającym się o reelekcję Piotrem Głowskim. Bez powodzenia startował także w wyborach do Parlamentu Europejskiego w 2019 w okręgu nr 7.
W wyborach w tym samym roku z powodzeniem ubiegał się o poselską reelekcję, otrzymując 27 077 głosów. W 2023 po raz trzeci z rzędu uzyskał mandat poselski, zdobywając 28 293 głosy. W 2024 ponownie ubiegał się o urząd prezydenta Piły (w drugiej turze dostał 28,99% głosów, przegrywając z Beatą Dudzińską). W tym samym roku z ramienia PiS bezskutecznie kandydował w kolejnych wyborach europejskich.